# Journal of Urban History
Journal of Urban History (сокращ. JUH) — рецензируемый академический журнал, выходящий два раза в месяц, посвящённый урбанистике. Нынешним главным редактором является Дэвид Голдфилд, профессор истории Роберта Ли Бейли в Университете Северной Каролины в Шарлотте. Журнал был основан в 1974 году и издаётся издательством SAGE Publications совместно с Ассоциацией городской истории.

## История
Журнал опубликовал свой первый номер в ноябре 1974 года. Раймонд А. Мол был главным редактором с первого номера до 1977 года. В 1977 году редактором был назначен Блейн А. Браунелл, а в 1990 году его сменил Дэвид Голдфилд. В первой редакционной статье Мола отмечалось, что журнал будет охватывать множество тем, методологий и интерпретаций урбанизма в зарождавшейся тогда области городской истории.

## Индексирование
Журнал реферируется и индексируется в Scopus и Social Sciences Citation Index. Согласно Journal Citation Reports, его импакт-фактор в 2017 году составил 0,261.